# Liste der Kulturdenkmäler in Hamburg-Hamm
Die Liste der Kulturdenkmäler in Hamburg-Hamm enthält die in der Denkmalliste ausgewiesenen Denkmäler auf dem Gebiet des Stadtteils Hamm der Freien und Hansestadt Hamburg.
Basis ist der Datensatz Denkmalliste Hamburg auf dem Transparenzportal Hamburg. Dieser enthält alle Objekte, die rechtskräftig nach dem Hamburger Denkmalschutzgesetz vom 5. April 2013 unter Denkmalschutz stehen (§ 6 Abs. 1 DSchG HA) oder zumindest zeitweise standen. Die Denkmalliste steht auch als PDF-Dokument zur Verfügung. Alle Denkmäler in Hamm, die schon nach dem Denkmalschutzgesetz vom 3. Dezember 1973, zuletzt geändert am 27. November 2007, unter Denkmalschutz standen, sind auch auf der Liste der Kulturdenkmäler im Hamburger Bezirk Hamburg-Mitte zu finden.

## Legende
- ID: Gibt die vom Denkmalschutzamt Hamburg vergebene Objekt-ID (Identifikationsnummer) des Kulturdenkmals an, (in Klammern gegebenenfalls die Denkmalnummer nach altem Denkmalschutzgesetz).
- Adresse: Nennt den Straßennamen und, wenn vorhanden, die Hausnummer des Kulturdenkmals. Die Grundsortierung der Liste erfolgt nach dieser Adresse.
- Art: Zeigt an, ob es ein Objekt („O“) oder ein Ensemble („E“) ist.
- Datierung: Gibt die Datierung an; das Jahr der Fertigstellung bzw. den Zeitraum der Errichtung.
- Ensemble: Gibt die Nummer des Ensembles an, zu der das Objekt gehört, bzw. bei Ensembles die Nummer des Ensembles selbst.

Hinweis: Die Grundsortierung der Liste erfolgt nach der Adresse und ist alternativ nach ID, Art (Objekt oder Ensemble), Typ, Datierung, Entwurf oder Kurzbeschreibung sortierbar.

| ID               | Adresse                                                                                     | Art | Typ                                                | Kurzbeschreibung                                                     | Datierung                  | Entwurf                                                                    | Ensemble    | Bild           |
| ---------------- | ------------------------------------------------------------------------------------------- | --- | -------------------------------------------------- | -------------------------------------------------------------------- | -------------------------- | -------------------------------------------------------------------------- | ----------- | -------------- |
| 14173            | Bei der Hammer Kirche zwischen Nr. 10 und 12 (Lage)                                         | O   | Kirchengebäude                                     | Herz Jesu Kirche                                                     | 1951/52                    | Kammenhuber, W.                                                            |             | weitere Bilder |
| 14212 (1865)     | Bei der Vogelstange 1a (Lage)                                                               | O   | Haus für Sportler                                  |                                                                      | 1925                       | 2. Hochbauabteilung                                                        | Hammer Park |                |
| 14213            | Bei der Vogelstange o.Nr. (Lage)                                                            | O   | Stadion Hammer Park                                |                                                                      | 1919/20, ab; 1950er Jahre  | Gartenwesen der Baubehörde (Baudirektor Linne, Otto)                       | Hammer Park |                |
| 45797            | Burgstraße 1 (Lage)                                                                         | O   | U-Bahnhof                                          | U-Bahnhof Burgstraße                                                 | 1966                       | Fritz Trautwein                                                            |             | weitere Bilder |
| 14215            | Carl-Petersen-Straße 5 (Lage)                                                               | O   | Fernmeldeamt (Betriebs- und Verwaltungsgebäude)    | Fernmeldeamt                                                         | 1929, vor                  |                                                                            |             |                |
| 14216            | Carl-Petersen-Straße 59, 59a, 59b, 59c                                                      | E   |                                                    | Christuskirche Hamm                                                  | 1956/58                    | Helmut Lubowski                                                            |             | weitere Bilder |
| 13809 (917)      | Caspar-Voght-Straße 54, Quellenweg 18 (Lage)                                                | O   | Schulanlage (Schulgebäude; Einfriedung; Hoffläche) | Schule Caspar-Voght-Straße (ehem. Oberrealschule für Mädchen)        | 1929/30                    | Fritz Schumacher                                                           | 30164       | weitere Bilder |
| 14172 (419, 917) | Caspar-Voght-Straße 54, Quellenweg 18 (Lage)                                                | O   | Wandgemälde                                        | Wandgemälde "Orpheus mit den Tieren"                                 | 1929/30                    | Anita Rée (Wandgemälde)                                                    | 30164       |                |
| 45416            | Caspar-Voght-Straße 85, Marienthaler Straße 148 (Lage)                                      | E   |                                                    | Siedlungsbau                                                         | 1928 / 1949 (Wiederaufbau) | Steineke, Martin Wilhelm Friedrich; Weber, Kurt F./Paap. A. (Wiederaufbau) |             |                |
| 14204            | Caspar-Voght-Straße 94-96, Marienthaler Straße 163–165 (Lage)                               | O   | Siedlungsbau                                       |                                                                      | 1925/26                    | Fischer, Wilhelm                                                           |             |                |
| 14175 (1865)     | Caspar-Voght-Straße o.Nr. (Lage)                                                            | O   | Park                                               | Hammer Park                                                          | 1919/20, ab; 1950er Jahre  | Gartenwesen der Baubehörde (Baudirektor Linne, Otto)                       | 30166       | weitere Bilder |
| 14193 (700)      | Chapeaurougeweg 23–25 (Lage)                                                                | O   | Siedlungsbau                                       |                                                                      | 1928–1937                  | Dorendorf, Ernst                                                           |             |                |
| 14195 (700)      | Chapeaurougeweg 27–29 (Lage)                                                                | O   | Siedlungsbau                                       |                                                                      | 1928–1937                  | Dorendorf, Ernst                                                           |             |                |
| 14198            | Chapeaurougeweg 31–33 (Lage)                                                                | O   | Siedlungsbau                                       |                                                                      | 1928–1937                  | Dorendorf, Ernst                                                           | 30172       |                |
| 14200            | Chapeaurougeweg 35–37 (Lage)                                                                | O   | Siedlungsbau                                       |                                                                      | 1928–1937                  | Dorendorf, Ernst                                                           | 30172       |                |
| 29219            | Chateauneufstraße 2, Hammer Steindamm 129, Sievekingsallee 69, 71 (Lage)                    | O   | Schulanlage                                        | Kirchenpauer-Gymnasium, ehem.                                        | 1928/30                    | Bomhoff & Schöne (Bomhoff, Heinrich/Schöne, Hermann)                       |             | weitere Bilder |
| 14206            | Chateauneufstraße 7-9 (Lage)                                                                | O   | Siedlungsbau                                       |                                                                      | 1926/27                    | Weber                                                                      | 30174       |                |
| 14209            | Chateauneufstraße 11–13, Am Hünenstein 11 (Lage)                                            | O   | Siedlungsbau                                       |                                                                      | 1927                       | Eickmann, Carl/Schröder, Hermann C.                                        | 30174       |                |
| 30030            | Dobbelersweg 45, Droopweg 16, 18, Wackerhagen 2, 4, 6, 8, 10, 12 (Lage)                     | E   |                                                    | Siedlung Dobbelersweg / Droopweg / Wackerhagen                       |                            |                                                                            | 30030       |                |
| 13140            | Dobbelersweg 45 (Lage)                                                                      | O   | Siedlungsbau                                       |                                                                      | 1927                       | Friedmann, Robert                                                          | 30030       |                |
| 29199            | Dobbelersweg westlich von Nr. 26, Döhnerstraße nördlich von Nr. 27 (Lage)                   | O   | Luftschutzbau, Bunkerhaus                          |                                                                      | 1941/43                    | Kohl, Karl                                                                 |             |                |
| 13141            | Droopweg 16 (Lage)                                                                          | O   | Siedlungsbau                                       |                                                                      | 1927                       | Friedmann, Robert                                                          | 30030       |                |
| 13142            | Droopweg 18 (Lage)                                                                          | O   | Siedlungsbau                                       |                                                                      | 1927                       | Friedmann, Robert                                                          | 30030       |                |
| 29198 (1356)     | Droopweg hinter Nr. 33, Wichernsweg hinter Nr. 16 (Lage)                                    | O   | Luftschutzbau, Röhrenbunker                        | Bunkermuseum Hamburg                                                 | 1940–1941                  |                                                                            |             | weitere Bilder |
| 14240 (1775)     | Ebelingplatz 9 (Lage)                                                                       | O   | Schulgebäude (Volksschule)                         | Volksschule Hammerweg (Berufliche Schule Fahrzeugtechnik)            | 1905/1906                  | Erbe, Albert                                                               |             |                |
| 30176            | Eitzensweg 2, Wicherns Garten 2, 4, 6, 8, Wichernsweg 17, 19, 21, 23, 25, 27, 29, 31 (Lage) | E   |                                                    | Eitzensweg / Wicherns Garten / Wichernsweg                           |                            |                                                                            | 30176       |                |
| 14227            | Eitzensweg 2 (Lage)                                                                         | O   | Siedlungsbau                                       |                                                                      | 1928/30                    | Schöttler, Heinrich                                                        | 30176       |                |
| 45415            | Griesstraße 37 (Lage)                                                                       | O   | Mehrfamilienhaus                                   | Mehrfamilienhaus mit Maisonettewohnungen                             | 1959                       | Friedrich Kraft                                                            |             |                |
| 30160            | Griesstraße 101, Marienthaler Straße 172 (Lage)                                             | E   |                                                    | Schule Griesstraße / Marienthaler Straße                             |                            |                                                                            | 30160       |                |
| 14158 (1731)     | Griesstraße 101, Marienthaler Straße 172 (Lage)                                             | O   | Schulanlage (Schulgebäude; Einfriedung)            | Volksschule Marienthaler Straße                                      | 1929/30                    | Schumacher, Fritz / Hochbauabteilung                                       | 30160       |                |
| 45830            | Hammer Steindamm 65 (Lage)                                                                  | O   | U-Bahnhof                                          | U-Bahnhof Hammer Kirche                                              | 1965/66                    | Rübcke, Hans Christoph / Glüsing, Heinz (Betonglasfenster)                 |             | weitere Bilder |
| 30161            | Hammer Steindamm 118, 120, Lohhof 22, 24, Moorende 27, 29, 31 (Lage)                        | E   |                                                    | Siedlung Hammer Steindamm / Lohhof / Moorende („Henry-Everling-Hof“) |                            |                                                                            | 30161       |                |
| 14161            | Hammer Steindamm 118 (Lage)                                                                 | O   | Siedlungsbau                                       |                                                                      | 1925                       | Lehne, G.                                                                  | 30161       |                |
| 14162            | Hammer Steindamm 120 (Lage)                                                                 | O   | Siedlungsbau                                       |                                                                      | 1925                       | Lehne, G.                                                                  | 30161       |                |
| 14180            | Hirschgraben 58 (Lage)                                                                      | O   | Etagenhaus                                         |                                                                      | 1905, um                   |                                                                            |             |                |
| 30162            | Horner Weg 18, 20, 22 (Lage)                                                                | E   |                                                    | Horner Weg 18–22                                                     |                            |                                                                            | 30162       |                |
| 14214 (1573)     | Horner Weg 18 (Lage)                                                                        | O   | Einfamilienhaus                                    |                                                                      | 1923–1924                  | Höger, Fritz                                                               | 30162       |                |
| 14168 (1573)     | Horner Weg 20, 22 (Lage)                                                                    | O   | Doppelhaus                                         |                                                                      | 1924                       | Höger, Fritz                                                               | 30162       |                |
| 13810 (1352)     | Horner Weg gegenüber von Nr. 3–9 (Lage)                                                     | O   | Kirchengebäude                                     | Dreifaltigkeitskirche Hamm                                           | 1956/57                    | Riemerschmid, Reinhard                                                     | 30165       | weitere Bilder |
| 30165            | Horner Weg gegenüber von Nr. 11–19, gegenüber von Nr. 3–9 (Lage)                            | E   |                                                    | Dreifaltigkeitskirche Hamm Horner Weg                                |                            |                                                                            | 30165       | weitere Bilder |
| 13811 (1352, 26) | Horner Weg gegenüber von Nr. 11–19 (Lage)                                                   | O   | Friedhof                                           | Alter Hammer Friedhof                                                | 1683, um                   |                                                                            | 30165       | weitere Bilder |
| 14174 (1352)     | Horner Weg gegenüber von Nr. 11–19 (Lage)                                                   | O   | Grabmal                                            | Grabmal der Familie Sieveking                                        | 1828–1830                  | de Chateauneuf, Alexis; Schmidt von der Launitz, Eduard                    | 30165       | weitere Bilder |
| 13139            | Hübbesweg 7, 9 (Lage)                                                                       | O   | Schulgebäude                                       | Volksschule Hübbesweg                                                | 1887; 1900                 | Zimmermann, Carl Johann Christian                                          |             |                |
| 14159            | Jordanstraße 13 (Lage)                                                                      | O   | Stadtvilla                                         |                                                                      | 1890, um                   |                                                                            |             |                |
| 14163            | Lohhof 22 (Lage)                                                                            | O   | Siedlungsbau                                       |                                                                      | 1925                       | Lehne, G.                                                                  | 30161       |                |
| 14164            | Lohhof 24 (Lage)                                                                            | O   | Siedlungsbau                                       |                                                                      | 1925                       | Lehne, G.                                                                  | 30161       |                |
| 29223            | Luisenweg 46, Wendenstraße 388, 390, 392 (Lage)                                             | O   | Werkstattgebäude                                   |                                                                      | 1924, um                   |                                                                            |             |                |
| 14203            | Marienthaler Straße 163 (Lage)                                                              | O   | Siedlungsbau                                       |                                                                      | 1925/26                    | Fischer, Wilhelm                                                           | 30173       |                |
| 14204            | Marienthaler Straße 165 (Lage)                                                              | O   | Siedlungsbau                                       |                                                                      | 1925/26                    | Fischer, Wilhelm                                                           | 30173       |                |
| 14160            | Marienthaler Straße nördlich von Nr. 50a (Lage)                                             | O   | Ämterstein                                         |                                                                      | 1792                       |                                                                            |             |                |
| 14165            | Moorende 27 (Lage)                                                                          | O   | Siedlungsbau                                       |                                                                      | 1925                       | Lehne, G.                                                                  | 30161       |                |
| 14166            | Moorende 29 (Lage)                                                                          | O   | Siedlungsbau                                       |                                                                      | 1925                       | Lehne, G.                                                                  | 30161       |                |
| 14167            | Moorende 31 (Lage)                                                                          | O   | Siedlungsbau                                       |                                                                      | 1925                       | Lehne, G.                                                                  | 30161       |                |
| 45441            | Nerlichsweg 4, 6, 8 (Lage)                                                                  | O   | Siedlungsbau                                       |                                                                      | 1929 / 1951 (Wiederaufbau) | Hermann Höger, Hans Mütel (Wiederaufbau)                                   |             |                |
| 30177            | Osterbrook 15, 17, 19 (Lage)                                                                | E   |                                                    | Schule Osterbrook                                                    |                            |                                                                            | 30177       |                |
| 14242 (1732)     | Osterbrook 15, 17, 19 (Lage)                                                                | O   | Schulanlage (Schulgebäude; Einfriedungen)          | Volksschule Osterbrook                                               | 1929–31                    | Schumacher, Fritz                                                          | 30177       |                |
| 45439            | Ritterstraße 84 (Lage)                                                                      | O   | Mehrfamilienhaus                                   | Mehrfamilienhaus                                                     | 1960                       | Herbert Wegner                                                             |             |                |
| 30163            | Sievekingsallee 12, 12a, 12c (Lage)                                                         | E   |                                                    | Simeonkirche Sievekingsallee                                         |                            |                                                                            | 30163       |                |
| 14169            | Sievekingsallee 12 (Lage)                                                                   | O   | Kirchengebäude                                     | Simeonkirche, ehem. (Kirche St. Nikolaos)                            | 1965/66                    | Grundmann, Friedhelm/Kuhn, Herbert                                         | 30163       |                |
| 14170            | Sievekingsallee 12a (Lage)                                                                  | O   | Gemeindezentrum (Kindergarten; u. a.)              |                                                                      | 1965/66                    | Grundmann, Friedhelm/Kuhn, Herbert                                         | 30163       |                |
| 14171            | Sievekingsallee 12c (Lage)                                                                  | O   | Gemeindezentrum (Pfarrhaus; u. a.)                 |                                                                      | 1965/66                    | Grundmann, Friedhelm/Kuhn, Herbert                                         | 30163       |                |
| 13798 (1865)     | Sievekingsallee o.Nr. (Lage)                                                                | O   | Denkmal, Gedenkstein                               | Denkmal für Joachim Heinrich Campe                                   | 1883                       |                                                                            | 30166       |                |
| 13379            | Wackerhagen 2 (Lage)                                                                        | O   | Siedlungsbau                                       |                                                                      | 1927                       | Friedmann, Robert                                                          | 30030       |                |
| 13380            | Wackerhagen 4 (Lage)                                                                        | O   | Siedlungsbau                                       |                                                                      | 1927                       | Friedmann, Robert                                                          | 30030       |                |
| 13381            | Wackerhagen 6 (Lage)                                                                        | O   | Siedlungsbau                                       |                                                                      | 1927                       | Friedmann, Robert                                                          | 30030       |                |
| 13382            | Wackerhagen 8 (Lage)                                                                        | O   | Siedlungsbau                                       |                                                                      | 1927                       | Friedmann, Robert                                                          | 30030       |                |
| 13383            | Wackerhagen 10 (Lage)                                                                       | O   | Siedlungsbau                                       |                                                                      | 1927                       | Friedmann, Robert                                                          | 30030       |                |
| 14226            | Wackerhagen 12 (Lage)                                                                       | O   | Siedlungsbau                                       |                                                                      | 1927                       | Friedmann, Robert                                                          | 30030       |                |
| 14241 (1646)     | Wendenstraße 493 (Lage)                                                                     | O   | Fabrikanlage (Papierfabrik)                        | Hansaburg                                                            | 1913–15                    | Schöttler, Heinrich                                                        |             | weitere Bilder |
| 14228            | Wicherns Garten 2 (Lage)                                                                    | O   | Siedlungsbau                                       |                                                                      | 1928/30                    | Schöttler, Heinrich                                                        | 30176       |                |
| 14229            | Wicherns Garten 4 (Lage)                                                                    | O   | Siedlungsbau                                       |                                                                      | 1928/30                    | Schöttler, Heinrich                                                        | 30176       |                |
| 14230            | Wicherns Garten 6 (Lage)                                                                    | O   | Siedlungsbau                                       |                                                                      | 1928/30                    | Schöttler, Heinrich                                                        | 30176       |                |
| 14231            | Wicherns Garten 8 (Lage)                                                                    | O   | Siedlungsbau                                       |                                                                      | 1928/30                    | Schöttler, Heinrich                                                        | 30176       |                |
| 14232            | Wichernsweg 17 (Lage)                                                                       | O   | Siedlungsbau                                       |                                                                      | 1928/30                    | Schöttler, Heinrich                                                        | 30176       |                |
| 14233            | Wichernsweg 19 (Lage)                                                                       | O   | Siedlungsbau                                       |                                                                      | 1928/30                    | Schöttler, Heinrich                                                        | 30176       |                |
| 14234            | Wichernsweg 21 (Lage)                                                                       | O   | Siedlungsbau                                       |                                                                      | 1928/30                    | Schöttler, Heinrich                                                        | 30176       |                |
| 14235            | Wichernsweg 23 (Lage)                                                                       | O   | Siedlungsbau                                       |                                                                      | 1928/30                    | Schöttler, Heinrich                                                        | 30176       |                |
| 14236            | Wichernsweg 25 (Lage)                                                                       | O   | Siedlungsbau                                       |                                                                      | 1928/30                    | Schöttler, Heinrich                                                        | 30176       |                |
| 14237            | Wichernsweg 27 (Lage)                                                                       | O   | Siedlungsbau                                       |                                                                      | 1928/30                    | Schöttler, Heinrich                                                        | 30176       |                |
| 14238            | Wichernsweg 29 (Lage)                                                                       | O   | Siedlungsbau                                       |                                                                      | 1928/30                    | Schöttler, Heinrich                                                        | 30176       |                |
| 14239            | Wichernsweg 31 (Lage)                                                                       | O   | Siedlungsbau                                       |                                                                      | 1928/30                    | Schöttler, Heinrich                                                        | 30176       |                |